# Maurizio Tagliaferri
Maurizio Tagliaferri (* 10. Juni 1959 in Casola Valsenio) ist ein katholischer Priester und italienischer Kirchenhistoriker.

## Leben
Der Bischof von Faenza und Modigliana, Francesco Tarcisio Bertozzi spendete ihm am 15. Juni 1985 die Priesterweihe. Er war Pfarrvikar in Ròss und wurde 1987 Kanoniker der Konkathedrale Santo Stefano in Modigliana. Als Student an dem Pontificio Seminario Lombardo promovierte er in Kirchengeschichte an der Päpstlichen Universität Gregoriana und erwarb ein Diplom in Bibliothekswissenschaft und Archivwissenschaft am Vatikanischen Geheimarchiv. Er lehrt als Professor für Kirchengeschichte an der Theologischen Fakultät der Emilia-Romagna und ist Direktor der Evangelisation dieser Fakultät. Papst Franziskus ernannte ihn am 12. April 2014 zum Relator der Kongregation für die Selig- und Heiligsprechungsprozesse.
Er ist derzeit auch Vorsitzender des Ravennatensia, des Studien- und Forschungszentrums der alten Kirchenprovinz Ravenna, Präsident des Instituts für Geschichte der Kirche von Bologna, Konventualkaplan des Malteserordens und war Vizediözesanarchivar.

## Schriften (Auswahl)
- L'unità cattolica. Studio di una mentalità (= Analecta Gregoriana Band 264). Ed. Pontificia Univ. Gregoriana, Rom 1993, ISBN 88-7652-665-X, (zugleich Dissertation, Gregoriana 1990).
- I cappuccini a Faenza. Curia provinciale, Bologna 2000, OCLC 50535297.
- als Herausgeber mit Luigi Mezzadri: Le diocesi d'Italia (= Storia della Chiesa. Band 23). San Paolo, Cinisello Balsamo 2007.
- als Herausgeber mit Luigi Mezzadri und Elio Guerriero: Le diocesi d'Italia (= I dizionari San Paolo). San Paolo, Cinisello Balsamo 2007–2008.
  - Band 1. Le regioni ecclesiastiche, ISBN 978-88-215-5931-0.
  - Band 2. A–L, ISBN 978-88-215-6162-7.
  - Band 3. M–Z, ISBN 978-88-215-6172-6.
- als Herausgeber: Pier Damiani: l'eremita, il teologo, il riformatore (1007–2007). Atti del XXIX convegno del Centro Studi e Ricerche Antica Provincia Ecclesiastica Ravennate, Faenza – Ravenna, 20–23 settembre 2007 (= Studia Ravennatensia. Band 23). EDB, Bologna 2009, ISBN 88-10-40591-9.
- mit Giuseppe Segalla: Il Gesù di Nazaret di Joseph Ratzinger. Un confronto. Cittadella, 2011, ISBN 88-308-1153-X.
- als Herausgeber: Sacramento della confessione e celebrazione della penitenza tra teologia, spiritualità e pastorale. Atti del Corso di aggiornamento per presbiteri, Bologna, 2–3 maggio 2012 (= Rivista di teologia dell'evangelizzazione. Supplementband). Dehoniane, Bologna 2013, OCLC 910927349.
- als Herausgeber: Clero e parrocchia dal Concilio di Trento ai nostri giorni (= Ravennatensia. Band 25). Editrice Il Nuovo Diario Messaggero, Imola 2013, ISBN 88-95832-29-9.
- als Herausgeber: Teologia dell'evangelizzazione. Fondamenti e modelli a confronto (= Biblioteca di teologia dell'evangelizzazione. Band 9). EDB, Bologna 2014, ISBN 88-10-45009-4.
- als Herausgeber mit Mario Fanti: Il cardinale Carlo Oppizzoni tra Napoleone e l'Unità d'Italia. Atti del convegno, Bologna, 18–20 novembre 2013 (= Uomini e dottrine. Band 67). Storia e letteratura, Rom 2015, ISBN 88-6372-860-7.